# Венесуэла на Паралимпийских играх
Венесуэла на Паралимпийских играх впервые приняла участие в 1984 году на летних Играх в Сток-Мандевиле / Нью-Йорке, и с тех пор принимает участие на всех летних Играх (не участвовали в Играх 1988). На зимних Играх Венесуэла участия не принимала ни разу.
На настоящее время спортсмены Венесуэлы завоевали на всех Играх в сумме 24 медали, из них 4 золотые.

## Медальный зачёт

### Медали летних Паралимпийских игр
| Игры                          | Золото         | Серебро        | Бронза         | Всего          | Место          |
| ----------------------------- | -------------- | -------------- | -------------- | -------------- | -------------- |
| 1984 Сток-Мандевиль, Нью-Йорк | 0              | 0              | 0              | 0              | —              |
| 1988 Сеул                     | не участвовали | не участвовали | не участвовали | не участвовали | не участвовали |
| 1992 Барселона                | 0              | 0              | 1              | 1              | 50             |
| 1996 Атланта                  | 0              | 0              | 0              | 0              | —              |
| 2000 Сидней                   | 0              | 0              | 1              | 1              | 64             |
| 2004 Афины                    | 0              | 1              | 2              | 3              | 63             |
| 2008 Пекин                    | 1              | 1              | 2              | 4              | 46             |
| 2012 Лондон                   | 0              | 0              | 2              | 2              | 73             |
| 2016 Рио-де-Жанейро           | 0              | 3              | 3              | 6              | 65             |
| 2020 Токио                    | 3              | 2              | 2              | 7              | 38             |
| Итого                         | 4              | 7              | 13             | 24             |                |